# Issam Jebali
Pour les articles homonymes, voir Jebali.
Issam Jebali (arabe : عصام الجبالي), né le 25 décembre 1991 à Medjez el-Bab, est un footballeur international tunisien évoluant au poste d'avant-centre au Gamba Osaka.

## Biographie

### En club
En juillet 2016, il s'engage avec IF Elfsborg.
En décembre 2022, il rejoint le Gamba Osaka.

### En équipe nationale
Le 14 novembre 2022, il est sélectionné par Jalel Kadri pour participer à la Coupe du monde 2022.

## Palmarès

### En club
Étoile sportive du Sahel
- Coupe de Tunisie (2) : 2012 et 2014
  - Finaliste en 2011

 Rosenborg BK
- Championnat de Norvège (1) : 2018

 OB Odense
- Coupe du Danemark (0) :
  - Finaliste en 2022

### En sélection
Équipe de Tunisie
- Coupe Kirin (1) : 2022